# Arado de vapor

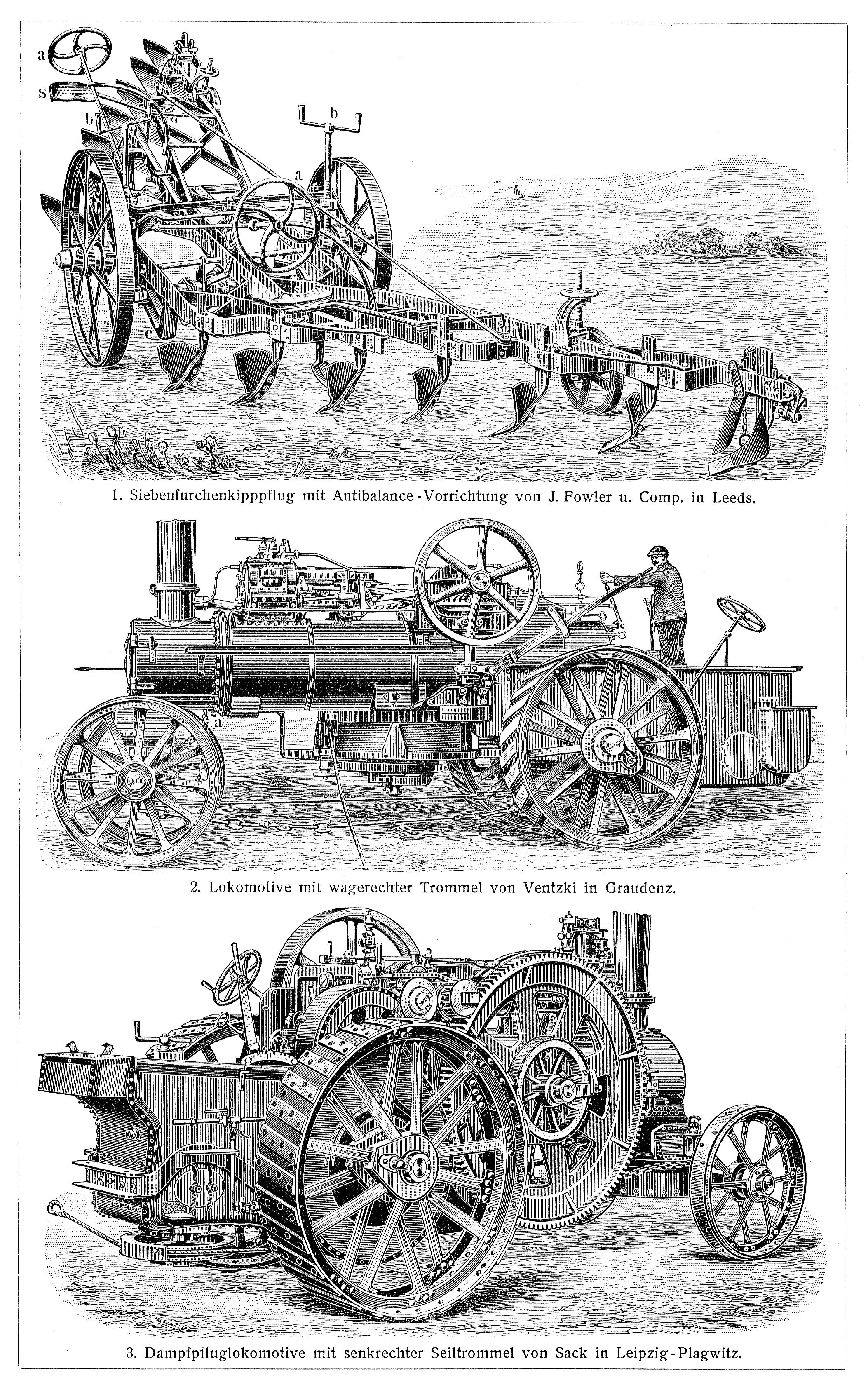
arado a vapor (1908)

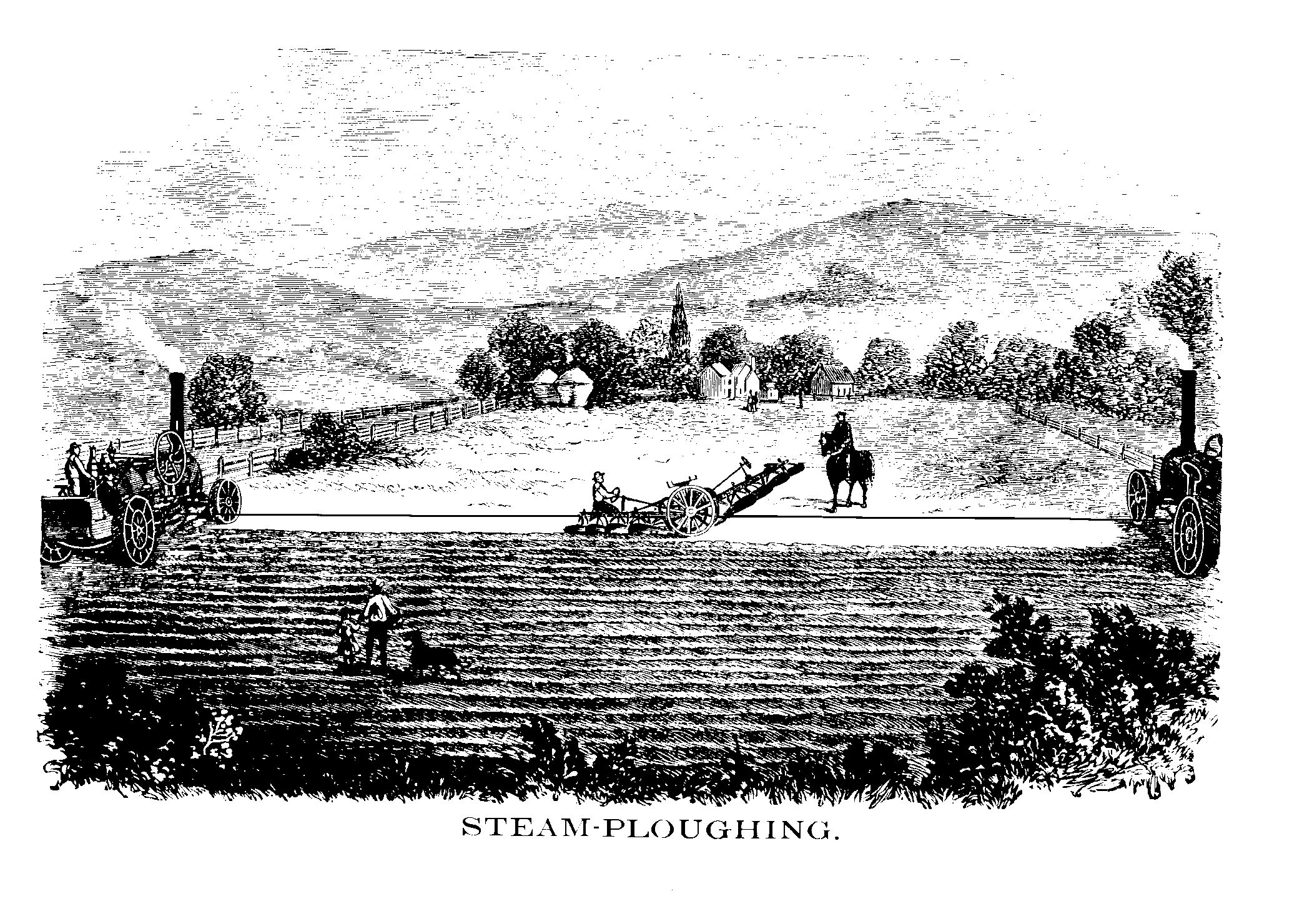
Un arado a vapor sistema Fowler operando. El arado báscula es traccionado por la locomóvil de la derecha

El arado a vapor o arado de vapor (en inglés steam plough) fue el primer intento de mecanizar la tracción pesada en agricultura, en este caso de los arados, usando locomóviles en lugar de caballos. A mediados del siglo XIX Inglaterra liderada el desarrollo de las máquinas de vapor y su aplicación en agricultura, entre ellos el uso de las locomóviles en la tracción de arados. De los diversos sistemas ensayados se destacó el de John Fowler (1826-1864), tanto que cuando se menciona el arado a vapor se está refiriendo al sistema Fowler.
El sistema Fowler, perfeccionado en la década de 1860, consistía en dos locomóviles que se emplazaban a ambos costados de la parcela a arar; el arado (de báscula por lo general) se desplazaba entre ambos, en sus carreras de ida y vuelta, tirado alternativamente por cada locomóvil mediante un cable de acero. Este se arrollaba en los cabrestantes montados en las locomóviles. Estas solo debían desplazarse gradualmente a lo largo de las cabeceras de la parcela arada de acuerdo al avance del trabajo del arado. El largo de la carrera del arado no sobrepasaba por lo general los 500 m.
La ventaja de este sistema funicular radicaba principalmente en que las pesadas locomóviles no debían transitar por el terreno a arar, lo que era particularmente importante en los húmedos suelos ingleses, donde corrían peligro de atascarse o hundirse. Otra ventaja era una necesidad menor de potencia, pues no requerían energía en traslados sobre la parcela a arar. Pero la gran desventaja estaba en la elevada inversión de capital que implicaban las dos locomóviles, aparte de arado báscula. A esto hay que agregar que exigía personal especializado.
La aradura a vapor se difundió principalmente en Gran Bretaña, en especial en las explotaciones grandes dada la elevada inversión requerida. También entre contratistas que al arar para varios granjeros lograban diluir costos fijos. Hacia 1900 había unos 600 en ese país. En el resto de Europa tuvieron una cierta difusión en Alemania, donde también se fabricaron equipos similares a los Fowler, y Francia. En Egipto se difundieron durante la Guerra de Secesión de Estados Unidos (1861-1865) debido al incremento del cultivo del algodón, favorecido ante la caída de la producción estadounidense. En Estados Unidos no logró imponerse pues la tracción de los arados se podía realizar en forma directa como actualmente lo hacen los tractores, si bien esta solo tuvo una difusión limitada. En Argentina se importaron unos pocos equipos, pero el arado vapor no pudo competir con la aradura tradicional con arado de mancera tirado por bueyes o caballos, más económica.
Con el advenimiento del tractor a comienzos del siglo XX, más liviano y eficiente que las locomóviles, comenzó el ocaso de éstas. 